# Lista de literaturas por idioma
Esta é uma lista de literaturas por idioma:
- Literatura em língua alemã
- Literatura em língua árabe
- Literatura em língua basca
- Literatura em língua búlgara
- Literatura em língua catalã
- Literatura em língua chinesa
- Literatura em língua dinamarquesa
- Literatura em língua espanhola
- Literatura em língua egípcia
- Literatura em língua fenícia
- Literatura em língua finlandesa
- Literatura em língua francesa
- Literatura em língua galega
- Literatura em língua grega
- Literatura em língua hebraica
- Literatura em língua híndi
- Literatura em língua holandesa
- Literatura em língua húngara
- Literatura em língua inglesa
- Literatura em língua islandesa
- Literatura em língua italiana
- Literatura em língua japonesa
- Literatura em língua latina
- Literatura em língua norueguesa
- Literatura em língua polonesa
- Literatura em língua portuguesa
- Literatura em língua romena
- Literatura em língua russa
- Literatura em sânscrito
- Literatura em língua sueca
- Literatura em língua turca